# Palawantwijgtimalia
De palawantwijgtimalia (Malacopteron palawanense) is een vogelsoort uit de familie van de Timaliidae (timalia's).

## Verspreiding en leefgebied
De Palawantwijgtimalia is endemisch in de Filipijnen.

## Ondersoorten
De Palawantwijgtimalia is monotypisch.